# Parque nacional marino de Zante
El Parque nacional marino de Zante (en griego: Εθνικό Θαλάσσιο Πάρκο Ζακύνθου) fue establecido en 1999, y constituye un área protegida situada en la bahía de Laganas, en la isla de Zante, en el país europeo de Grecia. El parque, que forma parte de la red ecológica Natura 2000, tiene una superficie de 135 kilómetros cuadrados (52 millas cuadradas) y es el hábitat de la tortuga boba (Caretta caretta). Es el primer parque nacional establecido para la protección de las tortugas marinas en el Mediterráneo.
El Parque Marino de Zante abarca el área marina de la Bahía de Laganas, en la orilla sur de la isla de Zante, y alberga una de las playas con anidación de tortugas marinas más importantes del Mediterráneo. El hábitat de anidación en la bahía comprende seis discretas playas: Gerakas, Daphni, Sekania, Kalamaki, Laganas E. y el islote Marathonisi, para un total de unos 5 km (3 millas) de longitud, de los cuales Sekania es considerada como entre los lugares con mayor concentración de tortugas de este tipo en el mundo.